# Свердло Форстнера

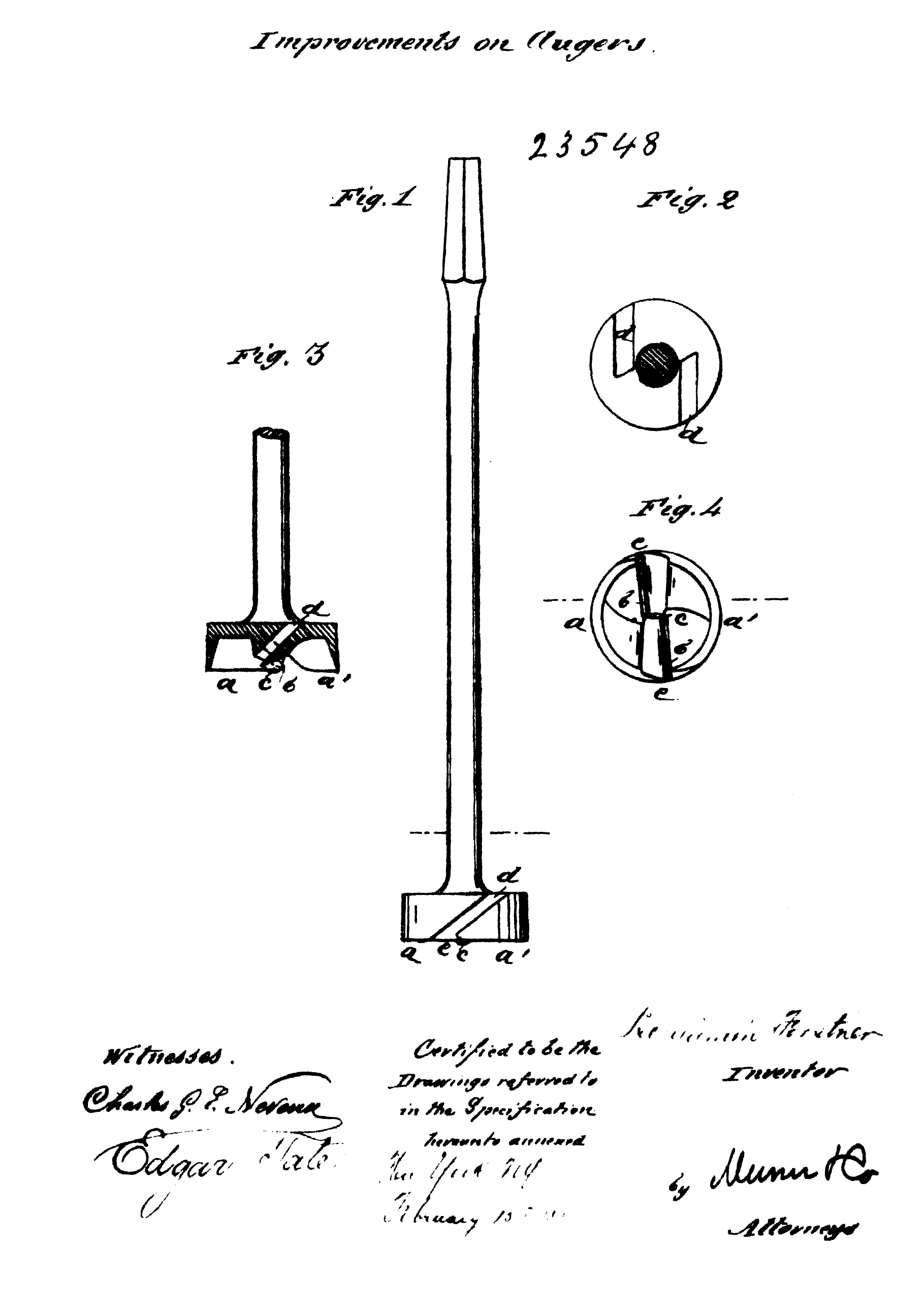
Свердло Форстнера — патент від 6 березня 1886 р

Свердло́ (фреза́) Фо́рстнера (англ. Forstner bit) — різальний інструмент для свердління глухих отворів з пласким дном і гладкими стінками. Бічна частина свердла вирізає матеріал уздовж стінок та сприяє збереженню напрямку свердлення, що дозволяє досягти високої чистоти отворів і уникнути відколів. Робота по свердленню та видаленню основного об´єму матеріалу виконується внутрішніми різцями. Наконечник для центрування інструменту призначений для зниження радіального биття на початку роботи.

## Історія
Свою назву інструмент отримав на честь винахідника Бенджаміна Форстнера. Зараз свердла використовуються переважно столярами, проте перші зразки виготовлені для якісного свердлення каналів стволів гармат та рушниць. Оригінальні свердла Форстнера мали центральний отвір, а робочі частини (зовнішня окружність та головні леза) заточувались, як правило, вручну.

## Сучасний вигляд
Зараз при виготовленні свердл Форстнера використовується виточка з вуглецевої сталі. Стінки виконують підвищеної товщині, що сприяє збільшенню міцності та стійкості до перегріву під час роботи. Головною відмінністю сучасних свердл від оригіналу є вістря в центральній частині. Ручна заточка виключена з технологічного процесу, а для машинного заточування позаду лез додані отвори в обідку.

## Призначення
Використовуються для свердління глухих отворів в меблевій промисловості, металообробці, сантехнічних роботах. Деякі різновиди спеціально призначені для роботи по каменю.
Свердла Форстнера вимагають великої осьової сили та обертаючого моменту, тому вони переважно використовуються в свердлильних або токарних верстатах. Використання із ручними дрилями ускладнене та може використовуватись для свердлення отворів малого діаметру.

## Конструктивні особливості
Для зменшення тертя та збільшення стійкості ріжучої кромки деякі свердла виконують із хвильовим або зубчастим вінцем. Така конструкція сприяє зменшенню площі зіткнення з матеріалом, та відчутно знижує перегрів. Відомі свердла із твердосплавними пластинами, що розташовані подібно до констрокції кільцевих фрез. Такий інструмент стійкий до перегріву, однак бічні різці створюють суттєву вібрацію, що ускладнює роботу та знижує якість роботи.

## Переваги та недоліки
Свердлення глухих отворів у деревині та інших відносно простих в обробці матеріалів також можливе із застосуванням перових свердл. Останні значно простіші в конструкції та суттєво дешевші. Проте якість отворів суттєво гірша, на дні та стінках утворюється значна кількість сколів. Матеріал деревини, а тим більше, фанери або інших неоднорідних матеріалів суттєво пошкоджується. Точність та продуктивність обробки також кращі у свердл Форстнера.
До недоліків інструмента слід віднести складність конструкції, заточки та високу вартість.